# Sinogomphus leptocercus
Sinogomphus leptocercus är en trollsländeart som beskrevs av Chao 1983. Sinogomphus leptocercus ingår i släktet Sinogomphus och familjen flodtrollsländor. Inga underarter finns listade i Catalogue of Life.